# Taça de Portugal 1999/2000
Die Taça de Portugal 1999/2000 war die 60. Austragung des portugiesischen Pokalwettbewerbs. Er wurde vom portugiesischen Fußballverband ausgetragen. Pokalsieger wurde der FC Porto, der sich im Wiederholungsspiel des Finals gegen Meister Sporting Lissabon durchsetzte. Porto qualifizierte sich mit dem Sieg für den UEFA-Pokal 2000/01.
Alle Begegnungen wurden in einem Spiel ausgetragen. Bei unentschiedenem Ausgang wurde zur Ermittlung des Siegers eine Verlängerung gespielt. Stand danach kein Sieger fest, wurde das Spiel wiederholt, eventuell mit Verlängerung und Elfmeterschießen.

## Teilnehmende Teams
| Primeira Liga (18) | Primeira Liga (18) | Segunda Liga (18) | Segunda Liga (18) |
| --- | --- | --- | --- |
| - FC Alverca - Belenenses Lissabon - Benfica Lissabon - Boavista Porto - Sporting Braga - SC Campomaiorense - CF Estrela Amadora - SC Farense - Gil Vicente FC | - Marítimo Funchal - FC Porto - Rio Ave FC - SC Salgueiros - CD Santa Clara - Sporting Lissabon - União Leiria - Vitória Guimarães - Vitória Setúbal | - Académica de Coimbra - SC Beira-Mar - GD Chaves - SC Covilhã - Desportivo Aves - SC Espinho - AD Esposende - FC Felgueiras - SC Freamunde | - Imortal DC - Leça FC - FC Maia - Moreirense FC - Naval 1º de Maio - FC Paços de Ferreira - FC Penafiel - União Lamas - Varzim SC |
| Segunda Divisão B (54) | | | |
| - Académico de Viseu FC - RD Águeda - GD Águias Camarate - GD Alcochetense - Amora FC - FC Barreirense - CD Arrifanense - Associação Beneditense CD - Caçadores Taipas - Caldas SC - AD Camacha - CSD Câmara de Lobos - Canelas Gaia FC - Atlético Cucujães | - Ermesinde SC - GD Estoril Praia - CD Feirense - Juventude Évora - AD Fafe - FC Famalicão - AD Guarda - FC Infesta - GD Joane - Leixões SC - FC Lixa - Lusitânia Lourosa - Louletano DC - SC Lourinhanense | - SC Lusitânia - AD Machico - FC Marco - AC Marinhense - Nacional Funchal - SC Olhanense - Oliveira do Bairro SC - UD Oliveirense - CD Operário - Clube Oriental de Lisboa - AD Ovarense - GD Peniche - Sporting Pombal | - Portimonense SC - CD Ribeira Brava - AD Sanjoanense - GDRC Os Sandinenses - GD Sesimbra - CD Torres Novas - CD Trofense - União Madeira - SC União Torreense - SC Vianense - UD Vilafranquense - Vilanovense FC - FC Vizela |
| Terceira Divisão (115) | | | |
| - Águia CD - AD Águias Graça - CD Alcains - AC Alcanenense - SC Mineiro Aljustrelense - SR Almancilense - Almada AC - Amarante FC - FC Amares - Anadia FC - Atlético CP - AA Avanca - FC Avintes - CF Os Avisenses - GD Beira - CD Beja - CF Benfica - Benfica e Castelo Branco - GDR Bidoeirense - GD Bragança - Atlético Cabeceirense - AC Cacém - UDR Caranguejeira - Casa Pia AC - SC Castêlo da Maia - FC Cesarense - GD Coruchense - O Elvas CAD - SC Esmoriz - CD Estarreja | - 1º de Maio Funchal - Fayal SC - AD Fazendense - Ferroviária Entroncamento - Fiães SC - AD Fornos de Algodres - SL Fanhões - CD Fátima - Gondomar SC - GD Lagoa - CF Esperança Lagos - Juventude Lajense - SC Lamego - AD Limianos - ADC Lobão - GS Loures - AD Lousada - Lusitano GC Évora - Lusitano VRSA - CA Macedo de Cavaleiros - FC Madalena - CD Mafra - GD Mangualde - SC Maria da Fonte - GD Mealhada - Merelinense FC - Mileu-Guarda SC - CA Mirandense - CDC Montalegre | - CD Olivais e Moscavide - FC Oliveira Hospital - Ourique DC - Palmelense FC - USC Paredes - FC Pedras Rubras - Pedrouços AC - GD Pescadores - Pevidém SC - CD Pinhalnovense - AD Pontassolense - GDRC Ponterrolense - SC Estela Portalegre - GD Portel - AD Portomosense - CD Portosantense - SC Praiense - CDR Quarteirense - Real SC Queluz - SC Régua - Atlético Riachense - GD Ribeirão - SC Rio Tinto - Juventude Ronfe - Académico Pedras Rubras - SG Sacavenense - GD Samora Correia - SC Dragões Sandinenses - UD Santarém | - SC São João de Ver - AR São Martinho - GD São Roque - AD São Vicente - CD Santo António - FC Seixal - Vitória Sernache - Sport União Sintrense - GD Sourense - GD Torre Moncorvo - GD Tourizense - União de Coimbra - União Idanhense - União Micaelense - União de Montemor - União de Tomar - AD Valecambrense - SC Valenciano - UD Valonguense - Estrela Vendas Novas - Vasco da Gama AC - SC Vilanovense - SC Vila Real - GD Vialonga - Vieira SC - Vilaverdense FC - CD Vila Franca - Associação Vouzelenses |
| Distrikte (23) | | | |
| - Atlético Angústias - Azinhaga AC - Sporting Cambres - GDS Cascais - CD Cova da Piedade - Ginásio Clube Figueirense | - Foros Vale Figueira FC - GD Gafanha - GD Gonçalo Velho - CUD Leverense - CD Lousanense - AFC Martim | - Desportivo de Monção - Neves FC - Sport Nisa e Benefica - GDRC Orvalho - UD Santana - Silves FC | - CA Valdevez - GD Velense - Vidago FC - GD Vidreiros - FC Vinhais |

## 1. Runde
Teilnehmer waren 115 Vereine aus der Terceira Divisão und 23 Vereine der Distriktverbände.

Freilos: GD Coruchense und CUD Leverense
|                           | Ergebnis  |                           |
| ------------------------- | --------- | ------------------------- |
| União de Montemor         | 1:3       | CD Portosantense          |
| GS Loures                 | 9:0       | UD Santana                |
| GDR Bidoeirense           | 2:1       | GD Mangualde              |
| Juventude Ronfe           | 0:2       | SC Dragões Sandinenses    |
| Lusitano VRSA             | 2:2 n. V. | GD Samora Correia         |
| Neves FC                  | 1:1 n. V. | Casa Pia AC               |
| Merelinense FC            | 2:1       | FC Amares                 |
| GD Velense                | 1:5       | Fayal SC                  |
| GD Tourizense             | 1:0       | AD Fazendense             |
| GD Lagoa                  | 0:1       | GD Portel                 |
| Ferroviária Entroncamento | 1:1 n. V. | Benfica e Castelo Branco  |
| Fiães SC                  | 2:0       | SC Esmoriz                |
| GD Mealhada               | 3:0       | Associação Vouzelenses    |
| GD Ribeirão               | 1:0       | Desportivo de Monção      |
| GD Torre Moncorvo         | 2:0       | SC Rio Tinto              |
| GD São Roque              | 4:0       | Ginásio Clube Figueirense |
| Palmelense FC             | 2:1       | GD Vialonga               |
| Real SC Queluz            | 3:1       | SG Sacavenense            |
| União de Tomar            | 3:1       | GDRC Orvalho              |
| SL Fanhões                | 2:2 n. V. | Ourique DC                |
| Silves FC                 | 1:3       | O Elvas CAD               |
| USC Paredes               | 1:0       | UD Valonguense            |
| Vasco da Gama AC          | 14:00     | GDS Cascais               |
| Vilaverdense FC           | 2:4       | ADC Lobão                 |
| Vieira SC                 | 0:0 n. V. | CDC Montalegre            |
| SC Mineiro Aljustrelense  | 1:4       | Sport União Sintrense     |
| SC Vila Real              | 3:0       | Vidago FC                 |
| SC Maria da Fonte         | 3:1       | GD Gafanha                |
| CD Santo António          | 1:1 n. V. | SC Vilanovense            |
| SC Praiense               | 2:1       | Juventude Lajense         |
| SC Régua                  | 1:4       | Gondomar SC               |
| SC Valenciano             | 3:2       | AD Limianos               |
| SC São João de Ver        | 1:0       | SC Estela Portalegre      |
| FC Madalena               | 5:2       | Atlético Angústias        |
| FC Cesarense              | 3:1       | AD Valecambrense          |
| Almada AC                 | 5:1       | Sport Nisa e Benefica     |
| AFC Martim                | 2:1       | AR São Martinho           |
| Anadia FC                 | 4:1       | GD Vidreiros              |
| Atlético CP               | 2:0       | CDR Quarteirense          |
| CA Macedo de Cavaleiros   | 3:3 n. V. | SC Lamego                 |
| Azinhaga AC               | 0:7       | AA Avanca                 |
| AD Pontassolense          | 0:1       | Lusitano GC Évora         |
| AD Lousada                | 3:1       | Académico Pedras Rubras   |
| Atlético Cabeceirense     | 1:0       | SC Castêlo da Maia        |
| AC Alcanenense            | 3:0       | UDR Caranguejeira         |
| AC Cacém                  | 2:0       | SR Almancilense           |
| CA Valdevez               | 1:1 n. V. | GD Bragança               |
| AD Águias Graça           | 1:0       | Amarante FC               |
| AD São Vicente            | 3:1       | GD Pescadores             |
| Atlético Riachense        | 1:2       | União Idanhense           |
| CA Mirandense             | 0:2       | AD Portomosense           |
| CF Esperança Lagos        | 2:1       | CF Benfica                |
| CF Os Avisenses           | 1:2       | UD Santarém               |
| União de Coimbra          | 3:1       | Mileu-Guarda SC           |
| GD Beira                  | 0:2       | CD Vila Franca            |
| FC Avintes                | 1:2       | Pedrouços AC              |
| Estrela Vendas Novas      | 7:2       | CD Cova da Piedade        |
| CD Olivais e Moscavide    | 3:3 n. V. | União Micaelense          |
| CD Pinhalnovense          | 3:2       | FC Seixal                 |
| 1º de Maio Funchal        | 1:0       | CD Beja                   |
| Sporting Cambres          | 2:1       | CD Lousanense             |
| CD Fátima                 | 0:2       | Vitória Sernache          |
| CD Estarreja              | 0:2       | AD Fornos de Algodres     |
| GD Gonçalo Velho          | 1:6       | Águia CD                  |
| CD Mafra                  | 10:00     | Foros Vale Figueira FC    |
| GDRC Ponterrolense        | 0:2       | GD Sourense               |
| FC Vinhais                | 0:2       | Pevidém SC                |
| FC Oliveira Hospital      | 1:2       | CD Alcains                |

### Wiederholungsspiele
|                          | Ergebnis |                           |
| ------------------------ | -------- | ------------------------- |
| SC Vilanovense           | 3:4      | CD Santo António          |
| Ourique DC               | 1:0      | SL Fanhões                |
| CDC Montalegre           | 1:3      | Vieira SC                 |
| Casa Pia AC              | 4:1      | Neves FC                  |
| GD Samora Correia        | 0:2      | Lusitano VRSA             |
| SC Lamego                | 3:1      | CA Macedo de Cavaleiros   |
| União Micaelense         | 1:2      | CD Olivais e Moscavide    |
| Benfica e Castelo Branco | 6:1      | Ferroviária Entroncamento |
| GD Bragança              | 4:0      | CA Valdevez               |

## 2. Runde
Zu den 70 qualifizierten Teams aus der 1. Runde kamen 54 Vereine aus der drittklassigen Segunda Divisão B hinzu. Reservemannschaften von Profiklubs waren nicht teilnahmeberechtigt.
|                           | Ergebnis  |                          |
| ------------------------- | --------- | ------------------------ |
| GD São Roque              | 0:0 n. V. | União Idanhense          |
| GD Portel                 | 1:2       | Lusitano GC Évora        |
| GD Torre Moncorvo         | 1:1 n. V. | Vieira SC                |
| GD Tourizense             | 0:0 n. V. | AD Fornos de Algodres    |
| GS Loures                 | 0:2       | GD Mealhada              |
| GDR Bidoeirense           | 1:0       | SC Esmoriz               |
| Pevidém SC                | 0:1       | Lusitânia Lourosa        |
| GD Joane                  | 1:2       | FC Infesta               |
| FC Famalicão              | 3:2       | Fiães SC                 |
| Fayal SC                  | 0:0 n. V. | O Elvas CAD              |
| FC Lixa                   | 1:1 n. V. | Caçadores Taipas         |
| FC Vizela                 | 3:0       | Gondomar SC              |
| GD Estoril Praia          | 7:0       | Águia CD                 |
| GD Bragança               | 1:3       | Vilanovense FC           |
| Louletano DC              | 2:0       | CD Operário              |
| Lusitano VRSA             | 4:5       | CD Vila Franca           |
| SC Praiense               | 1:2       | CSD Câmara de Lobos      |
| SC Olhanense              | 2:1       | AD São Vicente           |
| SC Vianense               | 3:2       | AD Lousada               |
| UD Oliveirense            | 0:0 n. V. | AD Sanjoanense           |
| Vasco da Gama AC          | 1:0       | CD Pinhalnovense         |
| UD Vilafranquense         | 5:2       | FC Cesarense             |
| SC Lourinhanense          | 2:1       | União de Tomar           |
| SC Lamego                 | 1:0       | AD Águias Graça          |
| Clube Oriental de Lisboa  | 1:2       | Casa Pia AC              |
| Merelinense FC            | 2:4       | USC Paredes              |
| Pedrouços AC              | 2:2 n. V. | GDRC Os Sandinenses      |
| RD Águeda                 | 5:1       | Vitória Sernache         |
| CD Santo António          | 2:0       | Ourique DC               |
| Real SC Queluz            | 0:4       | Oliveira do Bairro SC    |
| Ermesinde SC              | 2:0       | SC Valenciano            |
| Estrela Vendas Novas      | 0:0 n. V. | GD Alcochetense          |
| Atlético Cucujães         | 0:1       | CD Torres Novas          |
| AC Cacém                  | 2:2 n. V. | Caldas SC                |
| AC Alcanenense            | 3:0       | UD Santarém              |
| Associação Beneditense CD | 3:0       | GD Peniche               |
| AC Marinhense             | 2:2 n. V. | SC União Torreense       |
| Atlético Cabeceirense     | 0:0 n. V. | SC Dragões Sandinenses   |
| AD Camacha                | 1:2       | GD Sesimbra              |
| CUD Leverense             | 1:0       | SC Maria da Fonte        |
| União de Coimbra          | 2:1       | GD Águias Camarate       |
| AD Guarda                 | 2:0       | AA Avanca                |
| CF Esperança Lagos        | 4:0       | FC Madalena              |
| Amora FC                  | 1:0       | Palmelense FC            |
| Anadia FC                 | 2:2 n. V. | CD Mafra                 |
| Almada AC                 | 2:1       | Sport União Sintrense    |
| Atlético CP               | 0:2       | Juventude Évora          |
| AD Machico                | 1:1 n. V. | SC Lusitânia             |
| Académico de Viseu FC     | 2:0       | SC São João de Ver       |
| AD Ovarense               | 7:0       | Sporting Cambres         |
| AD Portomosense           | 2:1       | GD Sourense              |
| ADC Lobão                 | 1:2       | CD Alcains               |
| Canelas Gaia FC           | 1:0       | AFC Martim               |
| AD Fafe                   | 4:3       | FC Marco                 |
| Leixões SC                | 3:1       | GD Ribeirão              |
| Portimonense SC           | 2:1       | Nacional Funchal         |
| CD Trofense               | 1:0       | SC Vila Real             |
| CD Portosantense          | 0:1       | União Madeira            |
| CD Arrifanense            | 1:1 n. V. | Sporting Pombal          |
| CD Feirense               | 1:2       | Benfica e Castelo Branco |
| CD Olivais e Moscavide    | 1:2       | CD Ribeira Brava         |
| 1º de Maio Funchal        | 0:1       | FC Barreirense           |

### Wiederholungsspiele
|                        | Ergebnis |                       |
| ---------------------- | -------- | --------------------- |
| União Idanhense        | 1:4      | GD São Roque          |
| Caçadores Taipas       | 3:1      | FC Lixa               |
| Vieira SC              | 3:0      | GD Torre Moncorvo     |
| AD Fornos de Algodres  | 2:0      | AD Fornos de Algodres |
| AD Sanjoanense         | 2:1      | UD Oliveirense        |
| GDRC Os Sandinenses    | 4:2      | Pedrouços AC          |
| O Elvas CAD            | 6:1      | Fayal SC              |
| GD Alcochetense        | 2:4      | Estrela Vendas Novas  |
| SC União Torreense     | 2:0      | AC Marinhense         |
| Caldas SC              | 1:0      | AC Cacém              |
| SC Lusitânia           | 2:1      | AD Machico            |
| CD Mafra               | 3:4      | Anadia FC             |
| Sporting Pombal        | 2:0      | CD Arrifanense        |
| SC Dragões Sandinenses | 4:2      | Atlético Cabeceirense |

## 3. Runde
Qualifiziert waren die 62 Teams aus der 2. Runde und die 18 Vereine aus der zweitklassigen Segunda Liga. Die Spiele fanden am 5. Oktober 1999 statt.
|                          | Ergebnis  |                           |
| ------------------------ | --------- | ------------------------- |
| CSD Câmara de Lobos      | 3:2       | Vasco da Gama AC          |
| O Elvas CAD              | 0:2       | SC Dragões Sandinenses    |
| FC Barreirense           | 4:0       | GD Mealhada               |
| FC Famalicão             | 6:4       | Almada AC                 |
| União de Coimbra         | 0:1       | FC Penafiel               |
| CD Vila Franca           | 0:3       | Estrela Vendas Novas      |
| CD Alcains               | 2:2 n. V. | União Lamas               |
| CD Ribeira Brava         | 1:0       | Vieira SC                 |
| CD Torres Novas          | 2:0       | CF Esperança Lagos        |
| FC Infesta               | 1:0       | SC Lamego                 |
| FC Maia                  | 2:0       | SC Lourinhanense          |
| Leixões SC               | 1:0       | GD Chaves                 |
| Lusitânia Lourosa        | 1:2       | FC Felgueiras             |
| Naval 1º de Maio         | 2:0       | SC União Torreense        |
| Leça FC                  | 3:0       | Juventude Évora           |
| Imortal DC               | 2:1       | AD Esposende              |
| FC Paços de Ferreira     | 4:0       | Lusitano GC Évora         |
| FC Vizela                | 2:1       | Ermesinde SC              |
| GD São Roque             | 2:4       | Anadia FC                 |
| Casa Pia AC              | 2:0       | CUD Leverense             |
| Académico de Viseu FC    | 0:2       | GD Estoril Praia          |
| SC Lusitânia             | 2:0       | GDR Bidoeirense           |
| Sporting Pombal          | 1:2       | Moreirense FC             |
| SC Vianense              | 0:1       | Canelas Gaia FC           |
| SC Freamunde             | 2:0       | SC Espinho                |
| SC Covilhã               | 3:0       | AD Fornos de Algodres     |
| RD Águeda                | 0:2       | União Madeira             |
| CD Santo António         | 0:3       | UD Vilafranquense         |
| SC Beira-Mar             | 2:0       | Desportivo Aves           |
| USC Paredes              | 1:0       | CD Trofense               |
| Varzim SC                | 1:0       | AD Ovarense               |
| AD Sanjoanense           | 0:1       | Louletano DC              |
| Amora FC                 | 2:0       | GD Sesimbra               |
| Benfica e Castelo Branco | 4:0       | SC Olhanense              |
| AD Portomosense          | 2:1       | Associação Beneditense CD |
| AD Guarda                | 2:1       | GDRC Os Sandinenses       |
| Vilanovense FC           | 3:0       | Caldas SC                 |
| AC Alcanenense           | 1:4       | AD Fafe                   |
| Académica de Coimbra     | 4:1       | Caçadores Taipas          |
| Portimonense SC          | 5:1       | Oliveira do Bairro SC     |

### Wiederholungsspiel
|             | Ergebnis |            |
| ----------- | -------- | ---------- |
| União Lamas | 2:3      | CD Alcains |

## 4. Runde
Zu den 40 qualifizierten Teams aus der 3. Runde kamen die 18 Vereine der Primera Liga hinzu. Die Spiele fanden zwischen dem 4. November und 8. Dezember 1999 statt.
|                      | Ergebnis  |                          |
| -------------------- | --------- | ------------------------ |
| Sporting Braga       | 2:1       | Marítimo Funchal         |
| Benfica Lissabon     | 1:0       | CD Torres Novas          |
| SC Freamunde         | 1:2       | FC Infesta               |
| SC Salgueiros        | 1:0       | SC Lusitânia             |
| SC Farense           | 3:1       | Belenenses Lissabon      |
| Portimonense SC      | 1:4       | Rio Ave FC               |
| União Leiria         | 3:0       | Anadia FC                |
| SC Campomaiorense    | 2:1       | Benfica e Castelo Branco |
| Varzim SC            | 1:1 n. V. | SC Covilhã               |
| Vitória Guimarães    | 1:0       | FC Maia                  |
| Vilanovense FC       | 2:1       | Louletano DC             |
| Vitória Setúbal      | 2:1 n. V. | UD Vilafranquense        |
| Imortal DC           | 1:0       | SC Beira-Mar             |
| USC Paredes          | 3:1       | Estrela Vendas Novas     |
| Gil Vicente FC       | 3:2       | Leça FC                  |
| CD Ribeira Brava     | 0:4       | FC Porto                 |
| Canelas Gaia FC      | 0:1       | Sporting Lissabon        |
| Casa Pia AC          | 2:1 n. V. | GD Estoril Praia         |
| Amora FC             | 1:1 n. V. | AD Portomosense          |
| Académica de Coimbra | 6:1       | CD Alcains               |
| AD Fafe              | 2:1       | União Madeira            |
| CF Estrela Amadora   | 2:0       | CSD Câmara de Lobos      |
| FC Barreirense       | 2:2 n. V. | Moreirense FC            |
| FC Penafiel          | 0:1 n. V. | Naval 1º de Maio         |
| FC Vizela            | 3:1       | AD Guarda                |
| FC Paços de Ferreira | 0:1       | SC Dragões Sandinenses   |
| FC Felgueiras        | 2:1       | Leixões SC               |
| FC Famalicão         | 1:2       | CD Santa Clara           |
| FC Alverca           | 1:2 n. V. | Boavista Porto           |

### Wiederholungsspiele
|                 | Ergebnis              |                |
| --------------- | --------------------- | -------------- |
| SC Covilhã      | 1:0                   | Varzim SC      |
| Moreirense FC   | 2:0                   | FC Barreirense |
| AD Portomosense | 2:2 n. V. (4:5 i. E.) | Amora FC       |

## 5. Runde
Qualifiziert waren die 29 Sieger der 4. Runde. Die Spiele fanden vom 9. bis 12. Januar 2000 statt.

Freilos: Gil Vicente FC
|                        | Ergebnis  |                    |
| ---------------------- | --------- | ------------------ |
| SC Dragões Sandinenses | 2:0       | Vilanovense FC     |
| FC Vizela              | 2:2 n. V. | AD Fafe            |
| SC Farense             | 2:3       | CF Estrela Amadora |
| Benfica Lissabon       | 7:0       | Amora FC           |
| Sporting Lissabon      | 1:0       | União Leiria       |
| Vitória Guimarães      | 3:0       | Casa Pia AC        |
| SC Salgueiros          | 2:0       | SC Campomaiorense  |
| SC Covilhã             | 0:2       | Rio Ave FC         |
| FC Infesta             | 1:1 n. V. | Naval 1º de Maio   |
| Boavista Porto         | 8:2       | USC Paredes        |
| FC Porto               | 4:1       | Sporting Braga     |
| Imortal DC             | 0:0 n. V. | FC Felgueiras      |
| Moreirense FC          | 3:2       | CD Santa Clara     |
| Académica de Coimbra   | 2:1       | Vitória Setúbal    |

### Wiederholungsspiele
|                  | Ergebnis              |            |
| ---------------- | --------------------- | ---------- |
| FC Felgueiras    | 3:0                   | Imortal DC |
| AD Fafe          | 2:2 n. V. (4:3 i. E.) | FC Vizela  |
| Naval 1º de Maio | 2:1                   | FC Infesta |

## Achtelfinale
Qualifiziert waren die 15 Sieger der 5. Runde. Die Spiele fanden am 26. Januar 2000 statt.

Freilos: FC Porto
|                      | Ergebnis  |                        |
| -------------------- | --------- | ---------------------- |
| Benfica Lissabon     | 1:3       | Sporting Lissabon      |
| Vitória Guimarães    | 3:0       | Gil Vicente FC         |
| SC Salgueiros        | 1:2 n. V. | AD Fafe                |
| Rio Ave FC           | 0:0 n. V. | Naval 1º de Maio       |
| Boavista Porto       | 2:1       | FC Felgueiras          |
| CF Estrela Amadora   | 1:2       | SC Dragões Sandinenses |
| Académica de Coimbra | 0:1 n. V. | Moreirense FC          |

### Wiederholungsspiel
|                  | Ergebnis |            |
| ---------------- | -------- | ---------- |
| Naval 1º de Maio | 2:3      | Rio Ave FC |

## Viertelfinale
Qualifiziert waren die 8 Sieger des Achtelfinals. Die Spiele fanden am 9. Februar 2000 statt.
|                   | Ergebnis |                        |
| ----------------- | -------- | ---------------------- |
| Vitória Guimarães | 0:1      | Moreirense FC          |
| Sporting Lissabon | 3:0      | SC Dragões Sandinenses |
| Rio Ave FC        | 1:0      | Boavista Porto         |
| FC Porto          | 3:0      | AD Fafe                |

## Halbfinale
Die Spiele fanden am 12. April 2000 statt.
|               | Ergebnis |                   |
| ------------- | -------- | ----------------- |
| Moreirense FC | 0:1      | Sporting Lissabon |
| FC Porto      | 3:0      | Rio Ave FC        |

## Finale
| Paarung           | FC Porto – Sporting Lissabon |
| Ergebnis          | 1:1 n. V. (1:1, 1:0) |
| Datum             | 21. Mai 2000 um 17:00 Uhr |
| Stadion           | Estádio Nacional, Oeiras |
| Schiedsrichter    | António Costa |
| Tore              | 1:0 Mário Jardel (4.) 1:1 Pedro Barbosa (56.) |
| FC Porto          | Henrique Hilário – Carlos Secretário, Ricardo Silva, Aloísio Pires Alves , Esquerdinha – Paulinho Santos (36. Rui Barros), Carlos Chaínho, Rubens Júnior (46. Clayton), Nuno Capucho – Ljubinko Drulović, Mário Jardel (105. Alessandro Oliveira) Cheftrainer: Fernando Santos |
| Sporting Lissabon | Peter Schmeichel – Abdelilah Saber, Beto, André Cruz, Rui Jorge (67. Facundo Quiroga) – Pedro Barbosa (68. Mbo Mpenza), Luís Vidigal, Aldo Duscher, Ivone De Franceschi (88. Toñito) – Kwame Ayew, Beto Acosta Cheftrainer: Augusto Inácio                                     |
| Gelbe Karten      | Paulinho Santos, Clayton, Rui Barros, Mário Jardel, Ricardo Silva – André Cruz, Abdelolah Saber, Rui Jorge, Beto Acosta |

### Wiederholungsspiel
| Paarung           | Sporting Lissabon – FC Porto |
| Ergebnis          | 0:2 (0:0) |
| Datum             | 25. Mai 2000 um 20:30 Uhr |
| Stadion           | Estádio Nacional, Oeiras |
| Schiedsrichter    | Lucílio Batista |
| Tore              | 0:1 Clayton (47.) 0:2 Deco (74.) |
| Sporting Lissabon | Peter Schmeichel – Abdelilah Saber, Beto, André Cruz (42. Facundo Quiroga), Rui Jorge – Mbo Mpenza, Aldo Duscher, Luís Vidigal, Pedro Barbosa (67. Toñito) – Edmílson (69. Ivone De Franceschi), Kwame Ayew Cheftrainer: Augusto Inácio                         |
| FC Porto          | Vítor Baía – Carlos Secretário, Jorge Costa , Aloísio Pires Alves, Esquerdinha – Carlos Chaínho, Deco (90. Alessandre Oliveira), Clayton (77. Rui Barros), Nuno Capucho (90. Domingos Paciência) – Ljubinko Drulović, Mário Jardel Cheftrainer: Fernando Santos |
| Gelbe Karten      | Abdelolah Saber, Peter Schmeichel, Luís Vidigal – Jorge Costa, Carlos Secretário, Aloísio Pires Alves, Deco, Ljubinko Drulović |
| Platzverweise     | Toñito (85.) – keine |